# نسرین معظمی
نسرین معظمی (۱۳۲۴–) زیست‌شناس و میکروب‌شناس ایرانی است.
او برای خدمات علمی خود نشان نخل آکادمیک فرانسه را دریافت کرده‌است و در سال ۱۳۷۵ از سوی ریاست‌جمهوری ایران به‌طور رسمی تقدیر شد.
معظمی کارشناسی را از دانشگاه تهران و دکترای خود را در رشته میکروبیولوژی از دانشگاه لاوال  کانادا دریافت کرد.

## فعالیتها
نسرین معظمی در بازگشت به ایران مدیر گروه بیولوژیکی سازمان پژوهش‌های علمی و صنعتی شد و مرکز بیوتکنولوژی و مرکز کلکسیون قارچ‌ها و باکتری‌های صنعتی و عفونی را بازگشایی نمود. (طرح ایجاد مرکز کلکسیون قارچ‌ها و باکتری‌های صنعتی و عفونی نخستین بار توسط دکتر بزرگمهر وزیری میکرب‌شناس برجسته ایرانی به سازمان پژوهش‌های علمی و صنعتی ایران پیشنهاد شده بود) تأسیس مرکز تحقیقات بیوتکنولوژی خلیج فارس در قشم.

## جوایز
- برگزیده جایزه علمی علامه طباطبایی بنیاد ملی نخبگان سال 1393
- جایزه البرز در سال ۱۳۹۶ به عنوان دانشمند برتر
- جایزه رتبه اول تحقیق جشنواره بین‌المللی خوارزمی و جایزه اول بهترین دانشمند ایران.[۳]